# James Connolly (Irlande)
Pour les articles homonymes, voir James Connolly et Connolly.
James Connolly (Séamas Ó Conghaile en Irlandais), né le 5 juin 1868 à Édimbourg dans le quartier de Cowgate, en Écosse et fusillé le 12 mai 1916 à la prison de Kilmainham de Dublin en Irlande, est un nationaliste irlandais, républicain, marxiste, révolutionnaire et syndicaliste irlandais. Il est rédacteur d’articles et auteur d'essais, militant proche des ouvriers dont il défendait la cause que ce soit en Écosse, aux États-Unis ou en Irlande. Il est l’un des dirigeants de l’insurrection de Pâques 1916, les « Pâques sanglantes » à Dublin. Il fut l'un des fondateurs du premier Parti socialiste républicain irlandais et de l'Irish Citizen Army.

## Jeunesse
James Connolly nait le 5 juin 1868 à Édimbourg, dans une famille d’origine irlandaise, émigrée à la suite des famines des années 1840. Il nait et passe ses premières années dans le ghetto de Cowgate. Il étudie à l'école primaire catholique du quartier. Des conditions de vie misérables le font très tôt entrer en contact avec le monde du travail, puisqu’il est successivement apprenti imprimeur, apprenti boulanger et apprenti dans une tuilerie à Édimbourg, à partir des années 1878-1879. Il a conservé un fort accent écossais toute sa vie.
Il s’engage en 1882 à 14 ans en mentant sur son âge au 1er bataillon du King’s Liverpool Regiment (en) qui est affecté en Irlande. Son frère, John, s'était déjà engagé avant lui dans le même régiment. L'Irlande est alors agitée par la Land War, la guerre agraire, une période d'agitation rurale sur fond de disette. Il développe une profonde haine pour l'armée britannique. Ce premier contact avec le pays de ses ancêtres s’avèrera décisif, il y rencontre Lillie Reynolds qui deviendra sa femme en 1889.

## Années écossaises
En 1889, son bataillon revient en Angleterre et, apprenant que ce dernier doit partir pour l'Inde, à quatre mois de la fin de son engagement, il déserte l’armée britannique, et s’exile en Écosse. Le 13 avril, il épouse Lillie Reynolds à Perth. À Édimbourg, il fait la connaissance du Français Léo Melliet, un communard qui fut maire du quartier des Gobelins en 1870. Ces années écossaises sont celles de l’apprentissage politique, au contact des militants socialistes (il rencontre à plusieurs reprises la fille de Karl Marx, Eleanor Marx Aveling) et autres révolutionnaires, mais aussi de l’étude du marxisme.
Trois ans plus tard, il est nommé secrétaire de la Scottish Socialist Federation (en) ; ses premiers articles sont publiés dans Justice, le journal de la Social Democratic Federation (SDF). En 1894 et 1895 il se présente par deux fois aux élections municipales de St Giles Ward à Édimbourg ; ce sont deux échecs. Connolly sans emploi, sa famille connaît la misère. John Leslie loue dans Justice les qualités rédactionnelles et organisationnelles de son ami ; la réponse vient d’Irlande, Le Dublin Socialist Club lui propose un poste de permanent.

## Activiste en Irlande
L’année suivante, il revient donc en Irlande pour s’y installer et travaille désormais au Dublin Socialist Club dont il veut faire une organisation marxiste. Le 29 mai, il crée, avec sept autres socialistes, l’Irish Socialist Republican Party dont il est secrétaire. Au mois d’octobre, publication de son essai L'Irlande aux Irlandais dans Labour Leader (en) et parallèlement « The Rights of Ireland and the Faith of a Felon » de James Fintan Lalor (en).
Au mois de mars 1897, nouvelle publication : Erin's Hope : The End and the Means. Il est arrêté au mois de juin, alors qu’il participe à des manifestations contre le jubilé de la reine Victoria. À la fin de l’année il fonde le Club 98 pour commémorer la révolution de 1798. Il entreprend avec Maud Gonne la rédaction d’un manifeste sur le problème de la famine : Les Droits de la vie et les Droits de la propriété. Au mois de juin de cette année 1898, il se rend en Écosse et rencontre James Keir Hardie du Independent Labour Party. Le 13 août il lance son journal Worker’s Republic dont la parution irrégulière (85 numéros) se poursuivra jusqu’en mai 1903 (une deuxième série hebdomadaire du Worker’s Republic paraîtra du 29 mai 1915 au 22 avril 1916 à Dublin). Le congrès de la IIe Internationale se déroule à Paris en 1900, E. W. Stewart et John Lying sont les représentants de l’Irish Socialist Republican Party.
1901 voit la publication de The New Evangel ; Connolly est élu au Trades Council de Dublin. En janvier de l’année suivante, il est candidat malheureux aux élections municipales de Dublin. Au mois d’août il participe à des rassemblements politiques aux États-Unis à l’invitation du Socialist Labor Party de Daniel De Leon. Il collabore avec la rédaction de The People à New York. 1903, après une nouvelle défaite électorale aux municipales, il part en tournée en Écosse où il préside en juin à Édimbourg le rassemblement inaugural du Socialist Labor Party (SLP), une dissidence de la Social Democratic Federation (SDF). De retour à Dublin, l'Irish Socialist Republican Party se transforme en section Irlandaise du SLP.

## Séjour américain
En septembre, Connolly part s’installer aux États-Unis, il prend un emploi d’agent d’assurance et adhère au SLP de De Leon. Il prend connaissance de la situation des Irlandais qui ont émigré antérieurement. Sa famille le rejoindra au mois d'août de l’année suivante.
En 1906, il adhère à l’Industrial Workers of the World (IWW) syndicat, créé en 1905 par Eugene V. Debs ; il milite notamment auprès des travailleurs des usines Singer. Au mois de janvier 1907, il est élu à la direction du SLP, puis en mars il crée l'Irish Socialist Federation (en) (ISF). En octobre, il démissionne du SLP à la suite d'une violente polémique avec De Leon et achève la rédaction de Mouvement ouvrier dans l'histoire irlandaise. En janvier suivant, il crée The Harp, le journal de l’ISF à New York, tout en poursuivant son action au sein de l’IWW ; en décembre, il publie Le Socialisme pour tous. Au mois de juin 1909, Connolly est élu organisateur national du Socialist Party of America, dont le dirigeant n'est autre qu'Eugene Debs. Connolly considèrera son émigration comme une erreur et, témoin de l'évolution de la situation en Irlande, décide de rentrer.

## Dernières années

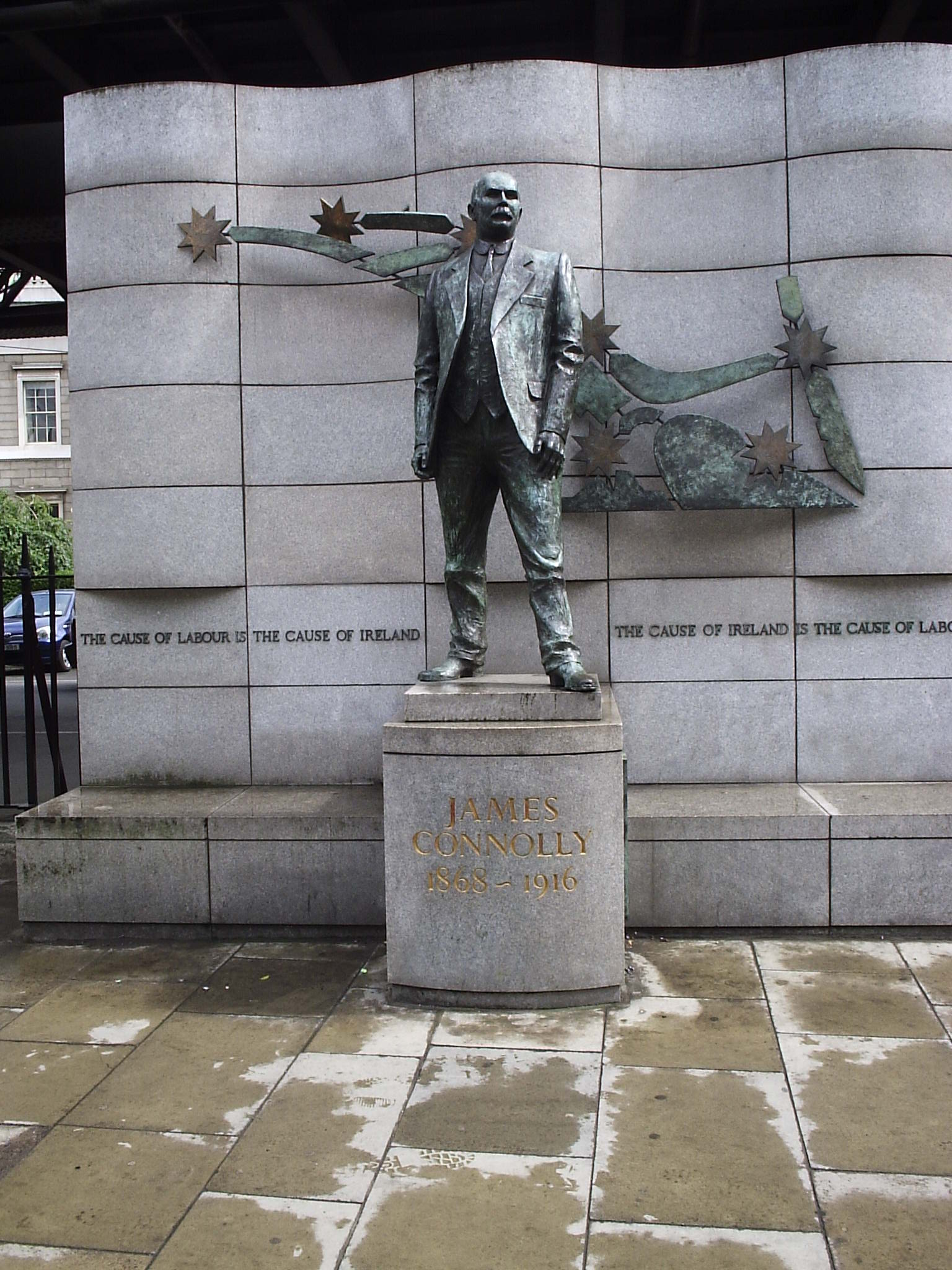
Statue de James Connolly à Dublin.

Le 16 juillet 1910, il est de retour en Irlande et en août il adhère au Socialist Party of Ireland (SPI), et s’en va créer les sections de Belfast et de Cork. Il poursuit son activité littéraire en publiant successivement Mouvement ouvrier, Nationalité et religion, puis Mouvement ouvrier dans l'histoire irlandaise.
Il s'installe à Belfast et adhère au Irish Transport and General Workers' Union (ITGWU) en mars 1911. En octobre, il coordonne la grève des ouvrières dans les minoteries de Belfast et participe à la création d’une section textile de l’ITGWU. L’année suivante, il est l'un des cofondateurs de l’Irish Labour Party (ILP) dont il rédige le programme.
Le 26 août marque le début de la grève générale à Dublin et le 31 de violents affrontements entre policiers et grévistes font une victime, une jeune ouvrière et des dizaines de blessés. Connolly est arrêté, il entame une grève de la faim et est relâché le mois suivant. Le 23 novembre, c’est la création de l’Irish Citizen Army (ICA – nationaliste) par James Connolly et James Larkin ; le but est de protéger les ouvriers et les grévistes, elle est commandée par l'ancien militaire Jack White. L’ICA sera une des composantes de l’IRA (Irish Republican Army).
Dès 1914, Connolly se prononce contre la partition de l’Irlande et au mois d'août prend position contre la guerre dans un article de l’Irish Worker. Parallèlement, il est nommé président de l’Irish Neutrality League (INL). Le 24 octobre, Larkin émigre aux États-Unis, Connolly occupe le poste de secrétaire général de l’ITGWU. Il prend la direction de l'Irish Worker (bientôt interdit par les autorités) et le commandement de l’ICA.
1915 est une année de préparation, annonciatrice de celle qui va suivre : outre l'organisation de rassemblements contre la conscription, il publie des articles sur la lutte armée. Il s’occupe de la formation militaire de l’Irish Citizen Army et négocie avec les Irish Volunteers les conditions d’un soulèvement. En décembre, il publie La Reconquête de l’Irlande au titre prémonitoire.
En janvier 1916, il est décidé que le soulèvement aura lieu à Pâques. Le lundi 24 avril 1916, des membres de l’ICA et des Volunteers prennent le contrôle de divers bâtiments dans Dublin (hôtel des Postes, Mendicity Institute, Four Courts, biscuiterie Jacobs, moulins à farine Boland, etc.). Proclamation du gouvernement provisoire de la République irlandaise (en) dont Connolly est vice-président (président : Patrick Pearse), il est aussi commandant général de la division de Dublin de l’Irish Republican Army (IRA – fusion de l’ICA et des Irish Volunteers). Les combats vont durer 6 jours et faire 450 morts et plus de 2 600 blessés. Le 27, il est grièvement blessé. Le samedi 29, Pearse propose aux membres du Gouvernement provisoire d'arrêter les combats, dans le but d'épargner la population civile de Dublin ; son avis prévaut en dépit de l’acharnement des jusqu'au-boutistes ; Pearse signe la reddition inconditionnelle de l’Armée républicaine irlandaise. La loi martiale décrète 16 exécutions capitales, 3 226 arrestations, 1 862 internements en Angleterre. Le 9 mai, James Connolly est condamné à mort par la cour martiale, et fusillé le 12 à la prison de Kilmainham à Dublin ; incapable de tenir debout, il est exécuté attaché sur une chaise.
Son corps (ainsi que ceux d'autres dirigeants de l'insurrection) a été enterré dans une fosse commune sans cercueil. Les exécutions des rebelles ont profondément irrité la majorité de la population irlandaise, dont la plupart n'avaient montré aucun soutien pendant la rébellion. L'exécution de Connolly aurait suscité le plus de controverses.

## Famille
James Connolly et son épouse Lillie ont eu six enfants. Nora est devenue une écrivaine et une militante influente au sein du mouvement républicain à l'âge adulte. Plus tard, tous deux sont devenus membres de l'Oireachtas (parlement irlandais). Moira est devenue médecin et a épousé Richard Beech. Une des filles de Connolly, Mona, est morte en 1904 à l'âge de 13 ans, lorsqu'elle s'est brûlée en faisant la lessive pour une tante.
Son fils Roderic Connolly crée le Parti communiste irlandais en novembre 1921.